# Béisbol en la República Dominicana
El béisbol es el deporte oficial de la República Dominicana, se introdujo a finales del siglo XIX en la ciudad de San Pedro de Macorís por inmigrantes cubanos. Rápidamente se convirtió en el deporte más popular del país.
La liga profesional de La República Dominicana empezó en 1890 con dos equipos profesionales.
Cuando el Licey fue fundado en 1907, los equipos "Ozama" y "Nuevo Club" se disputaban la supremacía del béisbol nacional. El Licey les fue quitando terreno hasta hacerlos desaparecer.
No había rivales para el Licey en la pelota dominicana, lo cual originó un "parto provocado" al fundirse en uno solo tres de los equipos de la época, "San Carlos", "Los Muchachos" y el "Delco Lite" dando lugar, con peloteros "escogidos" de esos tres equipos, al nacimiento del equipo "Escogido", cuya fundación oficial se remonta al 21 de febrero de 1921. Esta selección se proponía temporal. Sin embargo, el Escogido se convirtió en el equipo más competitivo del Caribe. Muchas estrellas de béisbol llevaron los uniformes rojos del Escogido. El Escogido tenía los jugadores de Cuba, donde el béisbol era ya muy famoso, y de las estrellas locales.
El deporte de béisbol se jugaba en series cortos entre dos equipos. El béisbol produjo muchos equipos y clubes. El Escogido era uno de los mejores equipos, es una parte grande de la historia del béisbol en República Dominicana.
El Licey y el Escogido han sido, desde entonces, los grandes rivales de la capital y del país habiéndose unido en 1937 para conformar el equipo que se llamó "Dragones de Ciudad Trujillo" a fin de hacerle frente a la fusión de las "Águilas del Cibao" y las "Estrellas de Oriente". Esto fue obra del dictador de la República Dominicana, Rafael Trujillo, hizo que los equipos, Licey y el Escogido, se fusionaran. Esta fusión produjo el equipo que se llamaba Ciudad Trujillo Dragones después del capitol de la República Dominicana. Trujillo compró los jugadores mejores que el dinero pudo comprar. Los jugadores eran de Cuba, la República Dominicana, Puerto Rico, y los Estados Unidos.
Sin embargo, el Escogido regresó en la República Dominicana para jugar los fines de semana durante el verano, y sólo durante el día. Después del béisbol regresó, el Escogido fue otra vez encima del béisbol. Las estrellas de los Estados Unidos ahora jugaron en la República Dominicana y el Escogido tuvo sus habilidades. El Escogido todavía fue un equipo mayor en la República Dominicana y el Caribe.
A partir de ahí, la práctica del béisbol superior se paralizó hasta el año 1951, iniciándose una nueva etapa que se solidificó en 1955 con la inauguración del primer estadio bajo luces y con el ingreso de nuestra liga al béisbol organizado.
Durante su historia de cien años, la liga profesional ha continuado su popularidad, ahora hay seis equipos en total. Santo Domingo tiene dos equipos, Los Tigres del Licey y los Leones de Escogido. San Pedro de Macorís tiene Las Estrellas Orientales, Santiago tiene Las Águilas Cibaeñas, San Francisco de Macorís tiene a Los Gigantes del Cibao y La Romana tiene a los Azucareros del Este actualmente llamados Toros del Este.
Cada equipo juega una temporada de cincuenta partidos que empieza en octubre y termina en febrero. Hay muchos beisboleros Dominicanos que tuvieron éxito en Las Grandes Ligas en el pasado y hay muchos que están teniendo éxito ahora.
Osvaldo "Ozzie" Virgil fue el primer beisbolero dominicano en jugar en la MLB. Empezó jugando en Las Grandes Ligas en 1958 y poco después seguido por Felipe Alou y su hermano Mateo "Matty" Rojas Alou. Matty ganó el título de bateo en 1966.
Otros jugadores notables del pasado son el lanzador Juan Marichal, Tony Pena, George Bell y muchos otros. En Las Grandes Ligas de hoy, hay cientos de beisboleros Dominicanos. Los más notable son Pedro Martínez, quien ganó el "Cy Young" en 1997, el jardinero Manny Ramírez, y los hermanos Alou y por supuesto Sammy Sosa, quien cazó el récord de jonrones durante la temporada de 1998 y ganó el título de "Jugador Más Valioso". A causa del buen éxito de estos jugadores, béisbol profesional Dominicana ha llegado a ser la patria de "Béisbol del Invierno." Muchos jugadores de Las Grandes Ligas juegan en La República Dominicana durante el invierno para practicar. Todos los equipos de Las Grandes Ligas reclutan jugadores en La República Dominicana.
El país que desde finales del siglo XIX, comenzó a practicar el béisbol, fue campeón mundial en 1948, subtitular en 1942, 1950 y 1952, y medallista de bronce en 1943, 1953 y 1969. Terminaron terceros en la Copa Intercontinental de 1981, segundos en los Panamericanos de 1979, al tiempo que ganaban a escala regional en 1962 y 1982, siendo plata en 1946, 1970 y 1974, y bronce en 1954 y 1990.
Seis han sido las Series Profesionales del Caribe que han celebrado, además de ser locales en el mundial de 1969, y en los Juegos Centroamericanos y del Caribe en 1974 y 1986.
En el Clásico Mundial de Béisbol 2013 República Dominicana resultó Ganador, jugando desde un principio con 0 derrotas, ganando todos los juegos en los que se presentaban. Desde entonces, República Dominicana se ha considerado como uno de los mejores países con gran desarrollo y buenos jugadores en el Béisbol. Los jugadores que más se destacaron fueron Robinson Canó, José Reyes (shortstop), Carlos Santana (beisbolista), Fernando Rodney, Miguel Tejada, entre otros. Robinson Cano fue considerado como el jugador más valioso en todo el Clásico Mundial de Béisbol 2013.
Hoy por hoy cuenta con un béisbol de altísima valía, pese a no alcanzar importantes resultados en los eventos internacionales más recientes. Tiene un campeonato profesional de elevada calidad, además de desarrollar de manera creciente, una gran cantidad de buenos jugadores.

## Aportes de República Dominicana  al béisbol
A nivel internacional, la República Dominicana es actualmente el país con más  peloteros extranjeros  en la MLB. En cada temporada desde 1999, los dominicanos han compuesto al menos el 9% de los rosters activos de la MLB, más que cualquier otra nación, excepto los Estados Unidos. Recientemente, muchos dominicanos han comenzado a jugar a Béisbol profesional d|, las ligas de verano más grandes fuera de Estados Unidos y Canadá.

## Equipos
Los equipos Ozama, Nuevo Club y Caimanes del Sur desaparecieron, quedando actualmente solo seis equipos; Leones del Escogido, Águilas Cibaeñas, Gigantes del Cibao, Tigres del Licey, Estrellas Orientales y Toros del Este. y se especula que dentro de algunos años serán agregados varios más.
| Equipo               | Ciudad                     | Estadio                    | Fundación  |
| -------------------- | -------------------------- | -------------------------- | ---------- |
| Ozama                | Santo Domingo              | estadio contreras          | 1891 NC.RT |
| Nuevo Club           | Santo Domingo              | No existía estadio         | 1891       |
| Tigres del Licey     | Santo Domingo              | Estadio Quisqueya          | 1907       |
| Estrellas Orientales | San Pedro de Macorís       | Estadio Tetelo Vargas      | 1910       |
| Leones del Escogido  | Santo Domingo              | Estadio Quisqueya          | 1921       |
| Águilas Cibaeñas     | Santiago de los Caballeros | Estadio Cibao              | 1936       |
| Caimanes del Sur     | San Cristóbal              | Estadio Municipal          | 1983       |
| Toros del Este       | La Romana                  | Estadio Francisco Michelli | 1983       |
| Gigantes del Cibao   | San Francisco de Macorís   | Estadio Julián Javier      | 1996       |